# Les Villettes
Les Villettes (okzitanisch: Las Vialetas) ist eine französische Gemeinde mit 1.455 Einwohnern (Stand: 1. Januar 2022) im Département Haute-Loire in der Region Auvergne-Rhône-Alpes. Sie gehört administrativ zum Arrondissement Yssingeaux und ist Teil des Kantons Monistrol-sur-Loire. Die Einwohner werden San Palou(nes) genannt.

## Geographie
Les Villettes ist ein Bergdorf im Velay, einer Landschaft im französischen Zentralmassiv. Die westliche Gemeindegrenze bildet der Fluss Lignon du Velay, die südliche die Dunières. Umgeben wird Les Villettes von den Nachbargemeinden Monistrol-sur-Loire im Norden, Sainte-Sigolène im Osten, Grazac im Süden sowie Saint-Maurice-de-Lignon im Westen.
In der Gemeinde liegt die Ortschaft Blassac.

## Bevölkerungsentwicklung
| Jahr                       | 1962 | 1968 | 1975 | 1982 | 1990 | 1999 | 2006 | 2017 |
| Einwohner                  | 526  | 511  | 423  | 529  | 592  | 851  | 1104 | 1423 |
| Quellen: Cassini und INSEE |      |      |      |      |      |      |      |      |